# Arthrocladiella mougeotii
Arthrocladiella mougeotii är en svampart som först beskrevs av Joseph-Henri Léveillé, och fick sitt nu gällande namn av Vassilkov 1963. Arthrocladiella mougeotii är ensam i släktet Arthrocladiella som ingår i familjen Erysiphaceae.  Arten är reproducerande i Sverige. Inga underarter finns listade i Catalogue of Life.
Ibland infogas arten i släktet Erysiphe.